# اچ‌ام‌اس مارس (۱۸۴۸)
اچ‌ام‌اس مارس (۱۸۴۸) (به انگلیسی: HMS Mars (1848)) یک کشتی بود که طول آن ۱۹۰ فوت (۵۸ متر) بود. این کشتی در سال ۱۸۴۸ ساخته شد.